# Open de Nice Côte d'Azur 2010
L'Open de Nice Côte d'Azur 2010  è stata la 25ª edizione del torneo ATP Nizza. Faceva parte dell'ATP World Tour 250 series nell'ambito dell'ATP World Tour 2010. All'evento hanno preso parte solamente gli uomini, e si è giocato sulla terra rossa del Nice Lawn Tennis Club in Francia, dal 16 al 22 maggio 2010.

## Partecipanti ATP

### Teste di serie
| Giocatore         | Nazionalità | Ranking* | Testa di serie |
| ----------------- | ----------- | -------- | -------------- |
| Robin Söderling   | Svezia      | 7        | 1              |
| Fernando Verdasco | Spagna      | 9        | 2              |
| Gaël Monfils      | Francia     | 18       | 3              |
| Thomaz Bellucci   | Brasile     | 26       | 4              |
| Marcos Baghdatis  | Cipro       | 28       | 5              |
| Albert Montañés   | Spagna      | 33       | 6              |
| Michael Berrer    | Germania    | 43       | 7              |
| Łukasz Kubot      | Polonia     | 53       | 8              |

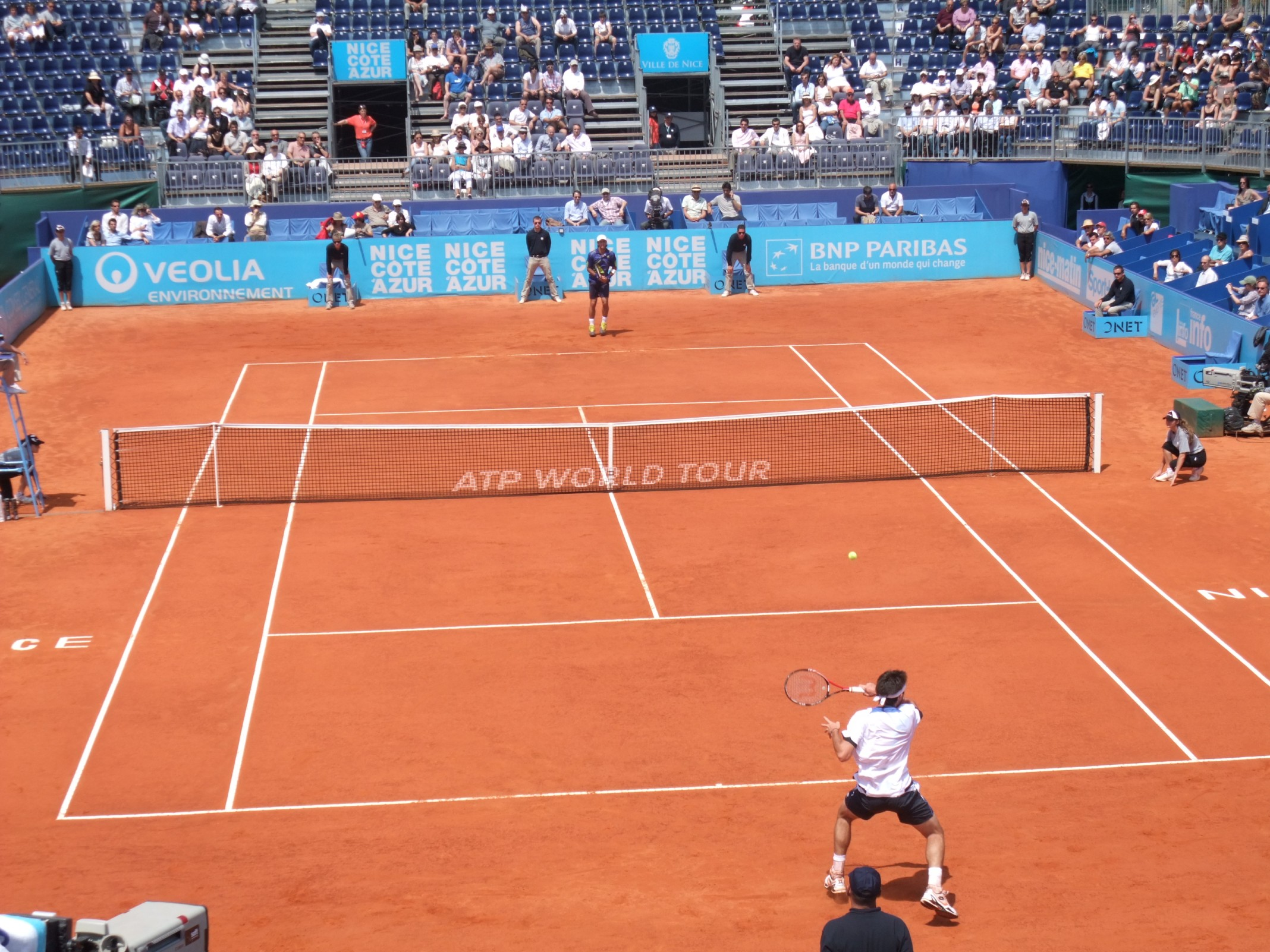
Semifinale tra Leonardo Mayer and Fernando Verdasco

- Le teste di serie sono basate sul ranking del 17 maggio 2010.

### Altri partecipanti
I seguenti giocatori hanno ricevuto una wild card per il tabellone principale:
- Mario Ančić
- Arnaud Clément
- Gianni Mina

I seguenti giocatori sono passati dalle qualificazioni:

- Steve Darcis
- David Guez
- Adrian Mannarino
- Illja Marčenko
- Laurent Recouderc (Lucky Loser)

## Campioni

### Singolare maschile
Richard Gasquet ha battuto  Fernando Verdasco con il punteggio di 6–3, 5–7, 7–6(5).

### Doppio maschile
Marcelo Melo /  Bruno Soares hanno battuto  Rohan Bopanna /  Aisam-ul-Haq Qureshi con il punteggio di 1–6, 6–3, [10–5].